# Max Konopka
Max Konopka (* 24. Dezember 1926; † 25. März 2006) war ein deutscher Fußballspieler und Trainer. In der damals erstklassigen Oberliga Nord absolvierte er für die Vereine VfB Oldenburg und Werder Bremen von 1949 bis 1959 insgesamt 187 Ligaspiele und erzielte 29 Tore. Nach seiner Spielerlaufbahn war er als Trainer beim Blumenthaler SV, SV Atlas Delmenhorst und Polizei SV Bremen tätig.

## Laufbahn

### Oldenburg, 1949 bis 1951
Mit TSR Wilhelmshaven belegte Max Konopka in der Runde 1948/49 den 2. Platz in der niedersächsischen Verbandsliga Staffel Weser-Ems. Die Meisterschaft gelang dem VfB Oldenburg und der Aufsteiger in die Oberliga Nord verpflichtete zur folgenden Saison 1949/50 den Außenläufer aus Wilhelmshaven. Unter Trainer Hans Pilz spielte der Aufsteiger eine ausgezeichnete Runde und belegte den 9. Rang. Konopka hatte am 27. November 1949, einem 2:1-Auswärtserfolg beim SV Werder Bremen, in der Oberliga debütiert. Die zwei Angreifer Felix Gerritzen und Ernst-Otto Meyer ragten mit ihrer individuellen Klasse aus der Elf vom Stadion Donnerschwee heraus und Konopka zeichnete sich als Elfmeterschütze aus. Die Runde beendete der VfB am 21. Mai 1950 mit einem 2:2-Heimremis in einem Nachholspiel gegen Holstein Kiel; Konopka, der als linker Außenläufer im damals gebräuchlichen WM-System aufgelaufen war, verwandelte in der 2. Halbzeit zwei Foulelfmeter und sorgte damit für den abschließenden Punktgewinn der Saison. In dieser Runde war auch im Norden der Vertragsspieler eingeführt worden und somit wurden die finanziellen Zuwendungen von den Vereinen an die Spieler legalisiert.
Das zweite Oberligajahr, 1950/51, musste Oldenburg ohne den herausragenden Flügelstürmer Gerritzen bestreiten, welcher sich Preußen Münster angeschlossen hatte. Persönlich wurde es für Max Konopka zu einer sehr guten Runde, er schaffte den Durchbruch in der Oberliga und zählte im Rundenverlauf zu den schlagzeilenträchtigsten Spielern im Norden. Er bestritt alle 32 Rundenspiele für den VfB und erzielte als Außenläufer elf Tore. Lediglich Mittelstürmer „Ötti“ Meyer übertraf mit 14 Toren die Marke von Konopka. Die meisten Tore erzielte der Mann aus Wilhelmshaven aber durch seine Spezialität des Verwandelns von Elfmetern. Bereits am dritten Spieltag, den 4. September 1950, retteten zwei Elfmetertore von Konopka das 2:2-Heimremis gegen Hannover 96. Bei den zwei 1:1-Remisspielen gegen St. Pauli und den Bremer SV wie auch dem 1:0-Heimerfolg am 1. April 1951 gegen TuS Bremerhaven 93, verwandelte er weitere drei Strafstöße und der VfB holte sich damit vier Punkte. Am letzten Rundenspieltag verlor er mit dem VfB mit 1:3 bei Eintracht Braunschweig – das einzige Oldenburger Tor resultierte wieder durch einen verwandelten Elfmeter von Konopka – und Oldenburg stieg mit 25:39 Punkten in das Amateurlager ab. Eintracht Osnabrück eroberte in zwei Nachholspielen noch drei Punkte und rettete damit die Klasse. Konopka hatte sich im Rundenverlauf einen Namen gemacht und war am Rundenende ein gefragter Spieler. Sowohl der VfL Osnabrück, bei dem er am 15. Juni einen Vertrag unterschrieben hatte, als auch Werder Bremen, das sich drei Tage später Konopkas Unterschrift sicherte, buhlten um seine Gunst. Osnabrück erreichte zunächst vor dem Verbandsgericht eine 18-monatige Sperre für den Doppel-Unterschreiber, die aber schon im September 1951 aufgehoben wurde. Konopka wurde zur Runde 1951/52 Spieler vom SV Werder Bremen.

### Werder Bremen, 1951 bis 1959
Bei den Grün-Weißen vom Weserstadion wurde es eine unruhige Runde 1951/52. Unter Trainer Josef Kretschmann wurde keine konstante Aufstellung gefunden, auch nicht in der Defensive. Im Tor duellierten sich Ludwig Alm und Dragomir Ilic, als Verteidiger war lediglich Richard Ackerschott mit 30 Ligaeinsätzen eine feste Größe gewesen und bildete öfters mit Hans Hagenacker ein Paar. In der Läuferreihe konkurrierten Hans Pöschl, Herbert Burdenski, Hannes Kirk und Konopka um die Plätze. Am Rundenende belegte Werder den 7. Rang und der Neuzugang aus Oldenburg hatte in 16 Ligaeinsätzen drei Tore erzielt.
Die zwei dritten Plätze in den Runden 1952/53 und 1954/55 stellte in den nächsten Runden die besten Platzierungen dar. Nach Ende der Saison 1952/53 wurde Konopka am 27. Juni 1953 in die Stadtauswahl von Bremen zum Freundschaftsspiel gegen Nordholland berufen. Beim 7:1-Erfolg bildete er mit seinen Mannschaftskameraden Hans Pöschl und Herbert Burdenski die Läuferreihe der Bremer Auswahl. Die nach einer Zigarettenmarke aus dem Hause Brinkmann im Volksmund „Texas-Elf“ genannte und wegen ihrer Launenhaftigkeit auch „Sphinx des Nordens“ bezeichnete Werder-Elf dieser Ära, hatte Probleme, sich in der Spitze zu etablieren. Als mit Willi Schröder und Arnold Schütz neue Leute das sportliche Kommando in der Werder-Elf übernahmen, gehörte der 30-jährige Konopka 1956/57 nochmals mit 25 Ligaeinsätzen der Stammelf von Trainer Fred Schulz an.
Unter seinem Nachfolger Georg Knöpfle beendete er 1958/59 mit zwei Einsätzen gegen Bergedorf 85 (2:5) und Hannover 96 (3:4) seine Spielerkarriere in der Oberliga Nord.

### Trainer
Als Trainer wirkte er noch mehrere Jahre im norddeutschen Raum. Er trainierte den Blumenthaler SV, SV Atlas Delmenhorst und PSV Bremen. Mit dem Polizei SV gewann er erstmals 1969/70 in der Landesliga Bremen die Meisterschaft, scheiterte aber in der Aufstiegsrunde am Heider SV. In der nachfolgenden Runde 1970/71 gewann er nicht nur zum zweiten Mal die Meisterschaft in Bremen, sondern er setzte sich auch in der Aufstiegsrunde gegen Union Salzgitter, VfL Pinneberg und TSV Westerland durch und stieg damit in die damals zweitklassige Regionalliga Nord auf. Postwendend erfolgte aber 1971/72 mit dem 18. Rang in der Regionalliga der Abstieg in das Amateurlager.

## Weblink
- Spieler A–Z (Spundflasche)